# تورینه‌بالان
تورینه‌بالان (نام علمی: Dictyoptera) نام یک فراراسته از فرورده نوبالان است.